# 内田村 (静岡県)
内田村（うちだむら）は静岡県の西部、小笠郡に属していた村。現在の菊川市南西部、菊川中流右岸域にあたる。

## 地理
- 河川：菊川

## 歴史
- 1942年（昭和17年）6月1日 - 中内田村・下内田村が合併して発足。
- 1954年（昭和29年）1月1日 - 堀之内町・横地村・六郷村・加茂村と合併して菊川町が発足。同日内田村廃止。